# Méliès d'oro
Il Méliès d'oro (Méliès d'Or) è un premio cinematografico assegnato annualmente al miglior film fantastico europeo dalla European Fantastic Film Festivals Federation, fondato nel 1996 e intitolato al pioniere cinematografico Georges Méliès.
È l'unica competizione organizzata attraverso la collaborazione di festival a livello europeo. Si svolge con una particolare modalità a due turni: ognuno dei festival membri affiliati assegna un premio Méliès d'argento (Méliès d'Argent) a un film europeo presentato nella propria sezione competitiva; i vincitori dei Méliès d'argento sono candidati al Méliès d'oro, che viene assegnato nel corso di un successivo festival in calendario.
Dal 2002 è stato introdotto un contestuale premio riservato ai cortometraggi, aperto a tutti i membri della Federazione e non solo alla ristretta cerchia degli affiliati che assegna i Méliès d'argento per i lungometraggi.

## Albo d'oro
In grassetto il vincitore del Méliès d'oro, a seguire i vincitori dei Méliès d'argento.
- 1996: Il giorno della bestia, regia di Álex de la Iglesia
  - Sólo se muere dos veces, regia di Esteban Obaretxe
  - Taxandria, regia di Raoul Servais
- 1997: Tren de Sombras, regia di José Luis Guerin
  - Darklands, regia di Julian Richards
  - Jakten på nyresteinen, regia di Vibeke Idsoe
  - Tesis, regia di Alejandro Amenábar
- 1998: Fotografando i fantasmi (Photographing Fairies), regia di Nick Willing
  - Lawn Dogs, regia di John Duigan
  - Les mille merveilles de l'univers, regia di Jean-Michel Roux
  - The Hole - Il buco (Dong), regia di Tsai Ming-liang
- 1999: Nameless - Entità nascosta (Los Sin Nombre), regia di Jaume Balagueró
  - 99,9, regia di Augustín Villaronga
  - Brivido di sangue (The Wisdom of Crocodiles), regia di Po-Chih Leong
  - The Acid House, regia di Paul McGuigan
  - Zbogum na dvadesetiot vek, regia di Darko Mitrevski e Aleksandar Popovski
- 2000: Besat, regia di Anders Rönnow-Klarlund
  - Deep in the Woods - In fondo al bosco (Promenons-nous dans les bois), regia di Lionel Delplanque
  - La mujer más fea del mundo, regia di Miguel Bardem
  - Lighthouse, regia di Simon Hunter
  - Nattens engel, regia di Shaky Gonzalez
  - Tuvalu, regia di Veit Helmer
- 2001: Thomas in Love (Thomas est amoureux), regia di Pierre-Paul Renders
  - Det okända, regia di Michael Hjort
  - El arte de morir, regia di Álvaro Fernández Armero
  - El corazón del guerrero, regia di Daniel Monzón
  - Il patto dei lupi (Le pacte des loups), regia di Christophe Gans
  - Marsal, regia di Vinko Brešan
  - Vidocq - La maschera senza volto (Vidoq), regia di Pitof
- 2002: Fausto 5.0, regia di Alex Ollé, Isidro Ortiz, Carlos Padrisa
  - 28 giorni dopo (28 Days Later), regia di Danny Boyle
  - Dead End - Quella strada nel bosco (Dead End), regia di Jean-Baptiste Andréa e Fabrice Canepa
  - Dog Soldiers, regia di Neil Marshall
  - Hypnotic, regia di Nick Willing
  - La spina del diavolo (El espinazo del diablo), regia di Guillermo del Toro
  - Second Name (El segundo nombre), regia di Paco Plaza
  - Stranded - Naufraghi (Stranded), regia di María Lidón
- 2003: De gröna slaktarna, regia di Anders Thomas Jensen
  - Alta tensione (Haute Tension), regia di Alexandre Aja
  - Beyond Re-Animator, regia di Brian Yuzna
  - Deathwatch - La trincea del male (Deathwatch), regia di Michael J. Bassett
  - Killing words - Parole assassine (Palabras encadenadas), regia di Laura Maña
  - Lacrime di Kali (Tears of Kali), regia di Andreas Marschall
  - My Little Eye, regia di Marc Evans
  - Paura.com (FearDotCom), regia di William Malone
- 2004-2005: Codice 46 (Code 46), regia di Michael Winterbottom
  - Calvaire, regia di Fabrice du Welz
  - Evilenko, regia di David Grieco
  - Hipnos, regia di David Carreras
  - L'uomo senza sonno (The Machinist), regia di Brad Anderson
  - Quelli che ritornano (Les Revenants), regia di Robin Campillo
  - Tempus fugit, regia di Enric Folch
  - The Last Horror Movie, regia di Julian Richards
- 2006: Le mele di Adamo (Adam's Apples), regia di Anders Thomas Jensen
  - Animal, regia di Roselyne Bosch
  - Den brysomme mannen, regia di Jens Lien
  - Hotel, regia di Jessica Hausner
  - Il mistero di Lovecraft - Road to L., regia di Roberto Leggio e Federico Greco
  - Naboer, regia di Pål Sletaune
  - Storm, regia di Björn Stein e Måns Mårlind
  - Strings, regia di Anders Rönnow-Klarlund
  - The Descent - Discesa nelle tenebre (The Descent), regia di Neil Marshall
  - Trouble, regia di Harry Cleven
- 2007: Princess, regia di Anders Morgenthaler
  - Die blaue grenze, regia di Till Franzen
  - Gadkie lebedi, regia di Konstantin Lopushansky
  - Hell's Fever, regia di Alessandro Perrella
  - Hvordan vi slipper af med de andre, regia di Anders Rönnow-Klarlund
  - In 3 tagen bist du tot, regia di Andreas Prochaska
  - Isolation - La fattoria del terrore (Isolation), regia di Billy O´Brien
  - Renaissance, regia di Christian Volckman
  - Rohtenburg, regia di Martin Weisz
  - Them - Loro sono là fuori (Ils), regia di David Moreau e Xavier Palud
- 2008: Lasciami entrare (Låt den rätte komma in), regia di Tomas Alfredson
  - À l'intérieur, regia di Julien Maury e Alexandre Bustillo
  - El rey de la montaña, regia di Gonzalo López-Gallego
  - Frontiers - Ai confini dell'inferno (Frontière(s)), regia di Xavier Gens
  - La habitación de Fermat, regia di Luis Piedrahita e Rodrigo Sopeña
  - La ragazza del lago, regia di Andrea Molaioli
  - Links, regia di Froukje Tan
  - The Orphanage (El Orfanato), regia di Juan Antonio Bayona
  - Vikarien, regia di Ole Bornedal
- 2009: Martyrs, regia di Pascal Laugier
  - Absurdistan, regia di Veit Helmer
  - Il senso della farfalla, regia di Luciano Capponi
  - Linkeroever, regia di Pieter Van Hees
  - Mum and Dad, regia di Steven Sheil
  - Moon, regia di Duncan Jones
  - Panico al villaggio (Panique au village), regia di Stéphane Aubier e Vincent Patar
  - Sauna, regia di Annti-Jussi Annila
  - The Children, regia di Tom Shankland
  - Tres dìas, regia di Javier Gutiérrez
- 2010: Buried - Sepolto (Buried), regia di Rodrigo Cortés
  - Adás, regia di Roland Vranik
  - Amer, regia di Hélène Cattet e Bruno Forzani
  - Die Tur, regia di Anno Saul
  - Heartless di Phillip Ridley
  - Red, White & Blue, regia di Simon Rumley
  - Strigoi, regia di Faye Jackson
  - The Eclipse, regia di Conor McPhearson
- 2011: Ballata dell'odio e dell'amore (Balada triste de trompeta), regia di Álex de la Iglesia
  - Attack the Block, regia di Joe Cornish
  - Der Letzte Angestellte, regia di Alexander Adolph
  - Hideways, regia di Agnès Merlet
  - Rubber, regia di Quentin Dupieux
  - Secuestrados, regia di Miguel Ángel Vivas
  - Transfer, regia di Damir Lukacevic
  - Trasporto eccezionale - Un racconto di Natale (Rare Exports: A Christmas Tale), regia di Jalmari Helander
  - Troll Hunter (Trolljegeren), regia di André Øvredal
- 2012: Vanishing Waves, regia di Kristina Buozyte
  - Bed Time (Mientras duermes), regia di Jaume Balagueró
  - Citadel, regia di Ciaran Foy
  - Insensibles, regia di Juan Carlos Medina
  - Iron Sky, regia di Timo Vuorensola
  - Kill List, regia di Ben Wheatley
  - L'arrivo di Wang, regia di Marco e Antonio Manetti
  - Livid, regia di Alexandre Bustillo e Julien Maury
  - The Divide, regia di Xavier Gens
- 2013: In nome del figlio (Au nom du fils), regia di Vincent Lannoo
  - Borgman, regia di Alex van Warmerdam
  - Eddie the Sleepwalking Cannibal, regia di Boris Rodriguez
  - Holy Motors, regia di Leos Carax
  - Lacrime di sangue (L'Étrange Couleur des larmes de ton corps), regia di Hélène Cattet e Bruno Forzani
  - London Zombies (Cockneys vs Zombies), regia di Matthias Hoene
  - May I kill U?, regia di Stuart Urban
  - Stalled, regia di Christian James
  - Thale, regia di Aleksander Noraas
- 2014: The Lonely Hearts Killers (Alleluia), regia di Fabrice Du Welz
  - Blind, regia di Eskil Vogt
  - Caníbal, regia di Manuel Martín Cuenca
  - Der Samurai, regia di Till Kleinert
  - Enemy, regia di Denis Villeneuve
  - Let Us Prey, regia di Brian O'Malley
- 2015 (pari merito): Goodnight Mommy (Ich seh, Ich sеh), regia di Veronika Franz e Severin Fiala

- (pari merito): Index Zero, regia di Lorenzo Sportiello
- Dio esiste e vive a Bruxelles (Le Tout Nouveau Testament), regia di Jaco Van Dormael
- L'altra frontera, regia di André Cruz Shiraiwa
- Liza, a rókatündér, regia di Károly Ujj Mészáros
- Mænd & høns, regia di Anders Thomas Jensen
- Nina Forever, regia di Blaine Brothers
- Polder, regia di Samuel Schwarz e Julian M. Grünthal
- The Hallow, regia di Corin Hardy

- 2016: Raw - Una cruda verità (Grave), regia di Julia Ducournau
  - Demon, regia di Marcin Wrona
  - Forældre, regia di Christian Tafdrup
  - I Am Not a Serial Killer, regia di Billy O'Brien
  - K-Shop, regia di Dan Pringle
  - Polednice, regia di Jiří Sádek
  - Terug Naar Morgen, regia di Lukas Bossuyt
  - The Survivalist, regia di Stephen Fingleton
- 2017: Thelma, regia di Joachim Trier
  - Cold Hell - Brucerai all'inferno (Die Hölle – Inferno), regia di Stefan Ruzowitzky
  - Dræberne fra Nibe, regia di Ole Bornedal
  - El bar, regia di Álex de la Iglesia
  - Laissez bronzer les cadavres, regia di Hélène Cattet e Bruno Forzani
  - Loop, regia di Isti Madarász
  - Pelle (Pieles), regia di Eduardo Casanova
  - Schneeflöckchen, regia di Adolfo Kolmerer e William James
- 2018: Climax, regia di Gaspar Noé
  - Blue My Mind - Il segreto dei miei anni (Blue My Mind), regia di Lisa Brühlmann
  - Hagazussa - La strega (Hagazussa), regia di Lukas Feigelfeld
  - Fugue, regia di Agnieszka Smoczynska
  - La casa di Jack (The House That Jack Built), regia di Lars von Trier
  - Qeda, regia di Max Kestner
  - The Cured, regia di David Freyne
  - The Place, regia di Paolo Genovese
- 2019 (non assegnato)
  - In Fabric, regia di Peter Strickland
  - Muori papà... muori! (Papa, sdokhni), regia di Kirill Sokolov
  - O Beautiful Night, regia di Xaver Böhm
  - Sono tornato, regia di Luca Miniero
  - Wilkolak, regia di Adrian Panek
- 2020: Pelikanblut, regia di Katrin Gebbe
  - Koirat eivät käytä housuja, regia di J.-P. Valkeapää
  - Le dernier voyage de Paul W.R, regia di Romain Quirot
  - Lo sciame (La nuée), regia di Just Philippot
  - Teddy, regia di Ludovic Boukherma, Zoran Boukherma
  - The Trouble with Being Born, regia di Sandra Wollner
- 2021: Censor, regia di Prano Bailey-Bond
  - Boys from County Hell, regia di Chris Baugh
  - Retfærdighedens ryttere, regia di Anders Thomas Jensen
  - The Feast, regia di Juanjo Giménez Peña
  - Tres, regia di Lee Haven Jones
  - Um Fio de Baba Escarlate, regia di Carlos Conceição
  - Warning, regia di Agata Alexander
- 2022 (pari merito): Cerdita, regia di Carlota Martinez-Pereda

- (pari merito): LOLA, regia di Andrew Legge
- Gæsterne, regia di Christian Tafdrup
- Men, regia di Alex Garland
- Moloch, regia di Nico van den Brink
- Natten har øjne, regia di Gabriel Bier Gislason
- Nightsiren, regia di Tereza Nvotová
- Wir könnten genauso gut tot sein, regia di Natalia Sinelnikova

- 2023:
  - Átjáróház, regia di Isti Madarász
  - La Morsure, regia di Romain de Saint-Blanquat
  - Superposition, regia di Karoline Lyngbye
  - Vermines, regia di Sébastien Vanicek
  - Vincent deve morire (Vincent doit mourir), regia di Stéphan Castang
  - W nich cala nadzieja, regia di Piotr Biedron
- 2024:
  - Franky Five Star, regia di Birgit Möller